# فلایینگ دابلیو رنچ
فلایینگ دابلیو رنچ (به انگلیسی: Flying W Ranch) یک مزرعه (محل) در ایالات متحده آمریکا است که در کلرادو واقع شده‌است.